# Chọi ngựa

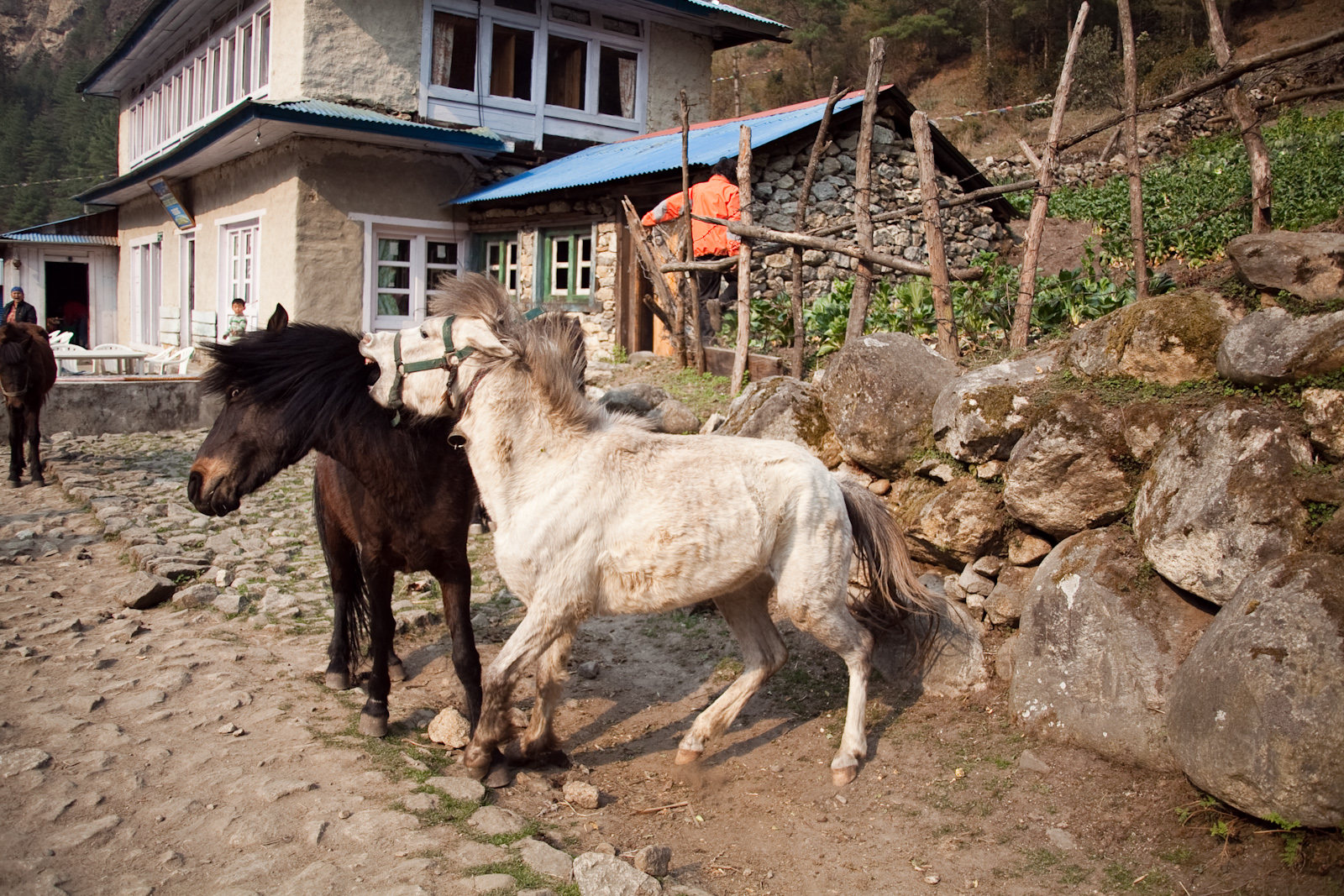
Chọi ngựa ở Nepan

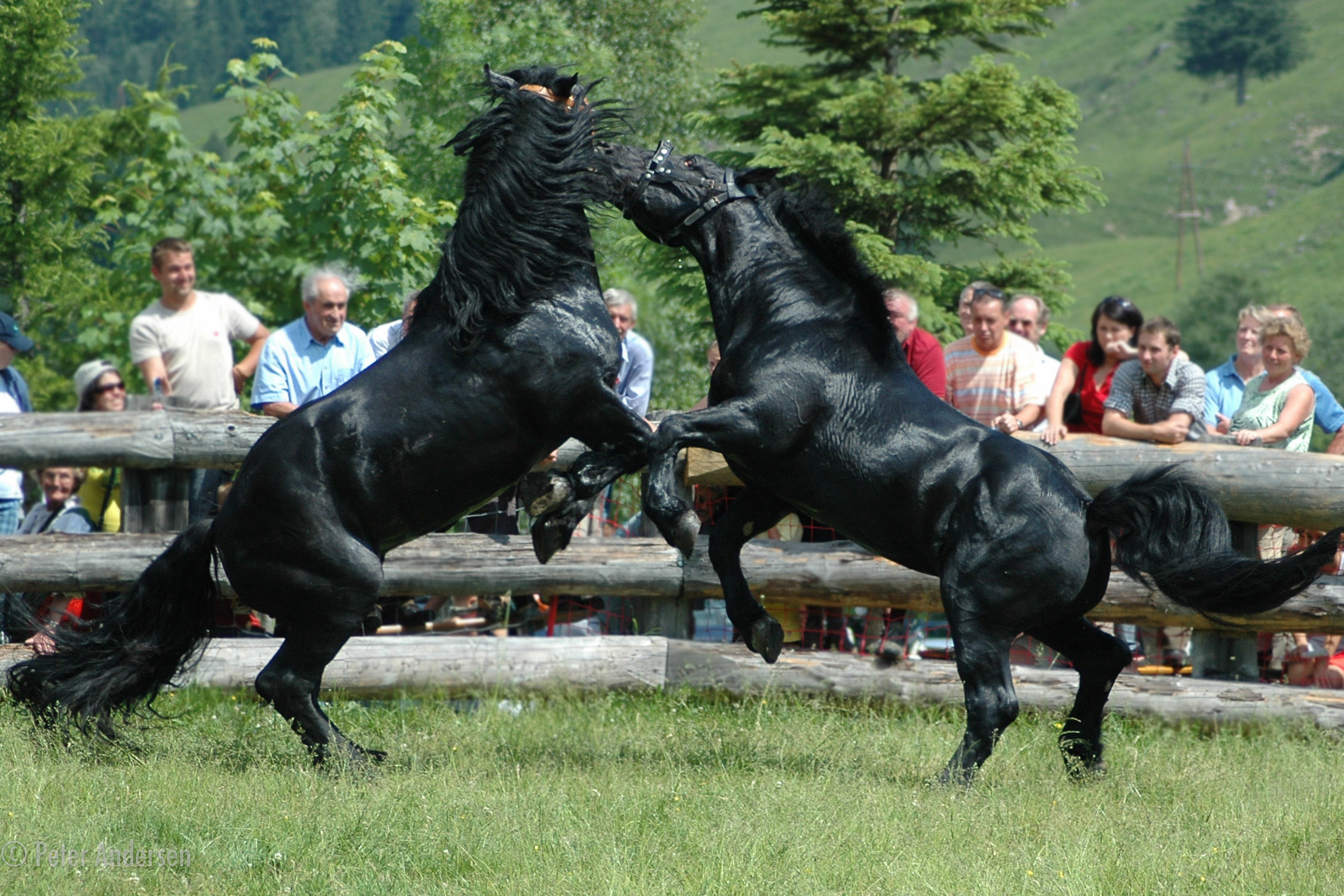
Một cuộc chọi ngựa trong sàn đấu có hàng rào

Chọi ngựa (Organized horse fighting) là một môn thể thao máu me (trò huyết đấu) giữa hai con ngựa đực giống được tổ chức cho mục đích cá cược hoặc giải trí, ở một số khu vực chúng được nâng lên thành lễ hội ở địa phương. Trò chọi ngựa đã bị một số tổ chức bảo vệ động vật lên án vì đây là trò máu me (chọi thú) gây thương tích, đâu đớn cho các con vật tham gia trận chiến.

## Tổng quan

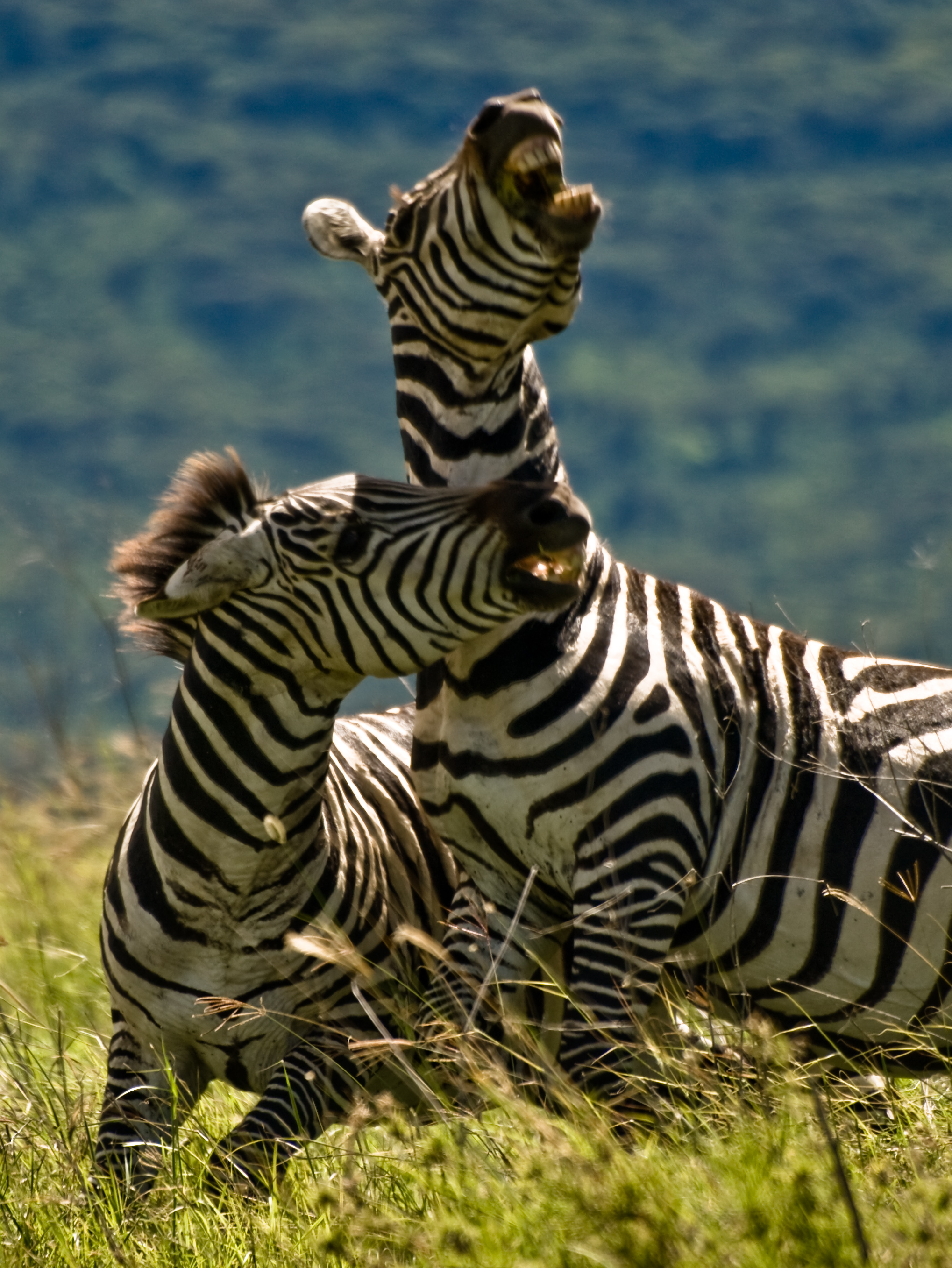
Một trận chiến của loài ngựa vằn trong tự nhiên

Xuất phát từ đặc tính của loài ngựa trong tự nhiên thường chiến đấu với nhau để dành quyền thống trị của những con ngựa đực đầu đàn gọi là tập tính chiến đấu. Mặc dù những trận chiến đấu giữa những con ngựa xảy ra tự nhiên trong hoang dã là chuyện bình thường, nhưng trong trò chơi chọi ngựa, những cái chết hoặc thương tích nghiêm trọng trong các cuộc chiến đấu xảy ra tự nhiên hầu như luôn luôn tránh được bằng các hành vi nghi thức hoặc hành vi bỏ chạy, rút lui của một trong những đấu sĩ. Các trận đánh thường diễn ra trong một vòng có rào chắn hoặc vòng tròn kẻ vạch (ring), khi đấu ở đấu trường có rào chắn sẽ này ngăn cản con ngựa khuất phục hơn sẽ bỏ chạy, không giống như trong một cuộc thi diễn ra tự nhiên.

## Thể thức
Hai con ngựa đựa giống (tuấn mã) và một con ngựa nái trong thời kỳ động dục được đưa vào vòng bởi những người tổ chức. Con ngựa đực sau đó được gỡ bỏ dây buộc, nhưng được giữ trong vùng lân cận để mùi hương của con ngựa nái lưu lại, mặc dù trong một số trận đánh, những con ngựa nái bị buộc vào một cây cột ở trung tâm của sàn đấu. Tại thời điểm này, các con ngựa thường sẽ tự phát tấn công lẫn nhau. Những người không bị đánh đòn hoặc giật mình với những tiếng động lớn để khiêu khích chúng trở nên điên cuồng hơn là lao vào nhau không khoan nhượng.
Các trận đấu ngựa có thể được tổ chức theo vòng, hoặc là một lần. Chúng thường gây ra thương tích đáng kể hoặc có thể gây ngư cơ tử vong cho các con ngựa. Các trận chọi ngựa có thể kéo dài từ 15 phút đến ba giờ và bị các tổ chức bảo vệ động vật chỉ trích vì sự tàn bạo và bạo lực. Những người bảo vệ co việc đấu ngựa có tổ chức đã tuyên bố rằng cái chết của những con ngựa trong cuộc chọi ngựa có tổ chức là hiếm hoặc không tồn tại, và ngụ ý rằng điều này làm cho việc cấm chiến đấu trở nên không cần thiết, thậm chí sau các cuộc chọi, người ta còn tuyển lựa được nhiều con ngựa tốt giống. 

## Trên thế giới
Chọi ngựa có tổ chức là một hoạt động truyền thống đón năm mới của người Trung Quốc, cụ thể là tập tục của những người Miêu đã diễn ra trong hơn 500 năm. Mặc dù bất hợp pháp theo luật quốc gia, nó cũng được thực hiện rộng rãi ở đảo Mindanao ở Philippines, tính đến năm 2008, khoảng 1.000 con ngựa đã được nhân giống hàng năm để phục vụ cho cuộc chọi ngựa. Cuộc chọi ngựa có tổ chức cũng đã được ghi nhận ở Thái Lan, ở tỉnh Jeju của Hàn Quốc, trên đảo Muna ở Indonesia, ở Việt Nam (lễ hội chọi ngựa chợ Thụt-Hà Giang) và trong số những người định cư Bắc Âu thời trung cổ ở Iceland, nơi được gọi là lễ hội Hestavíg.

## Hình ảnh

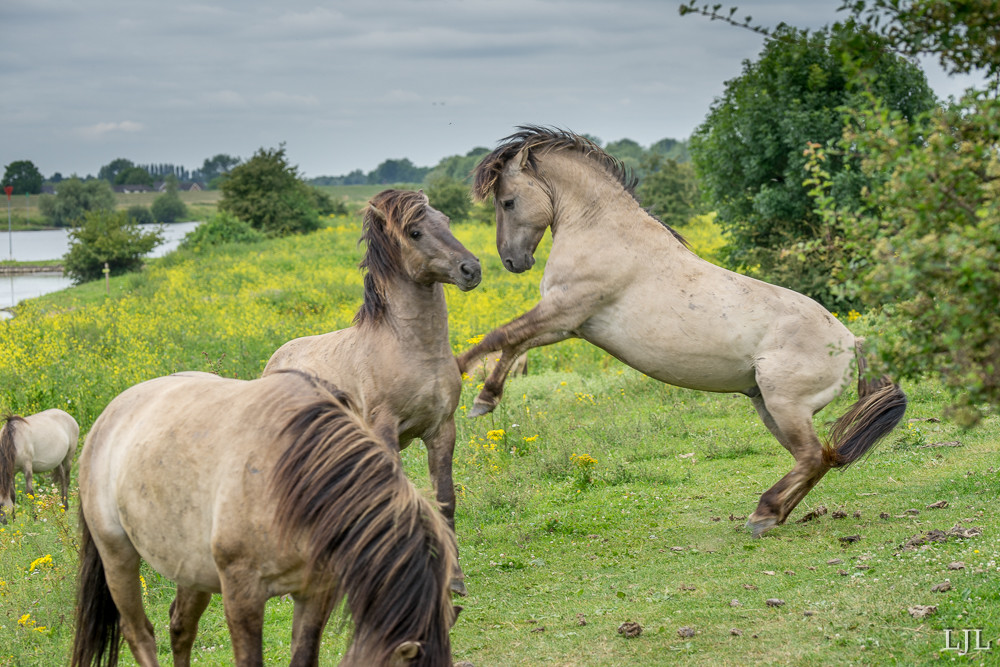
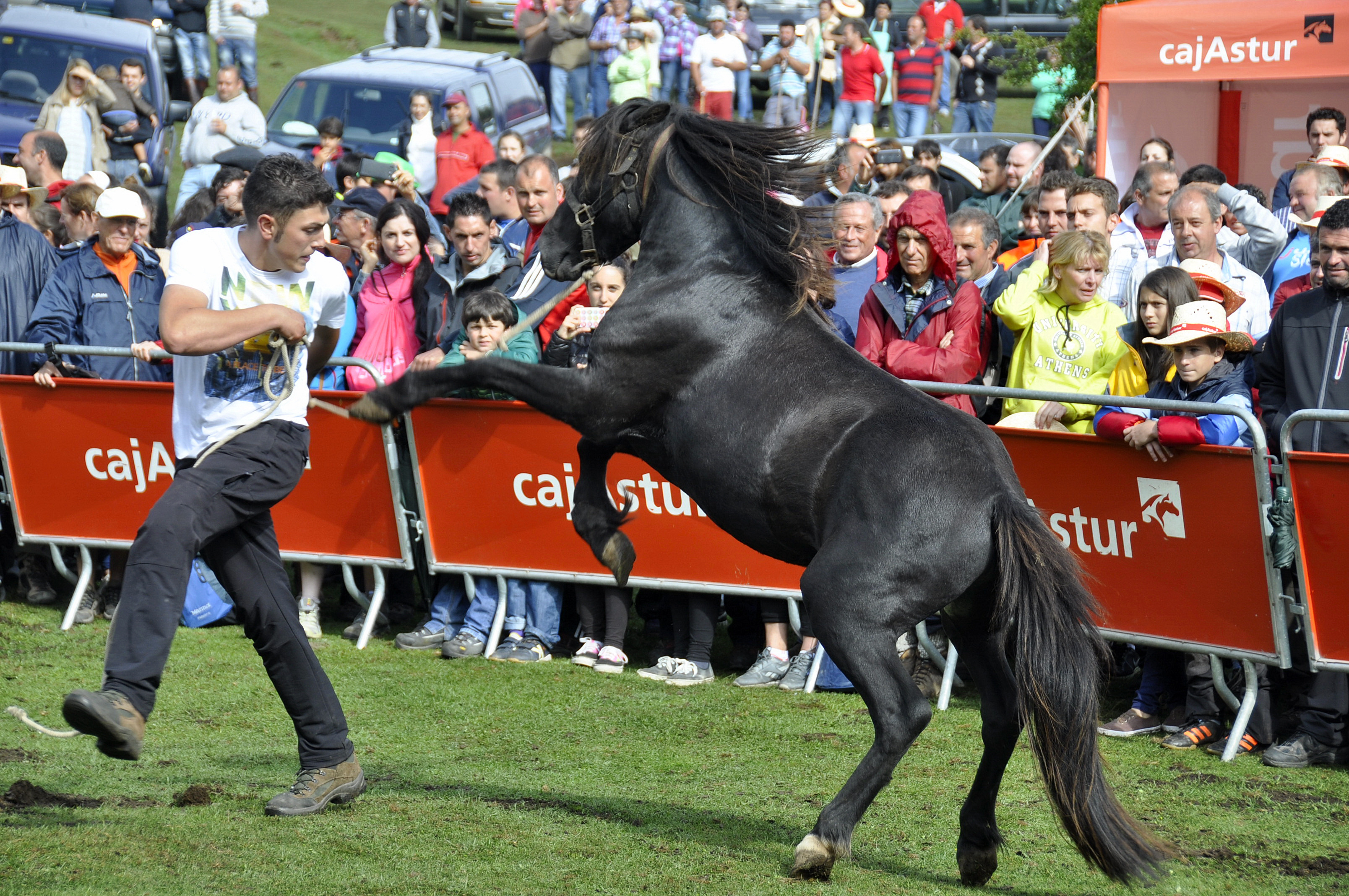
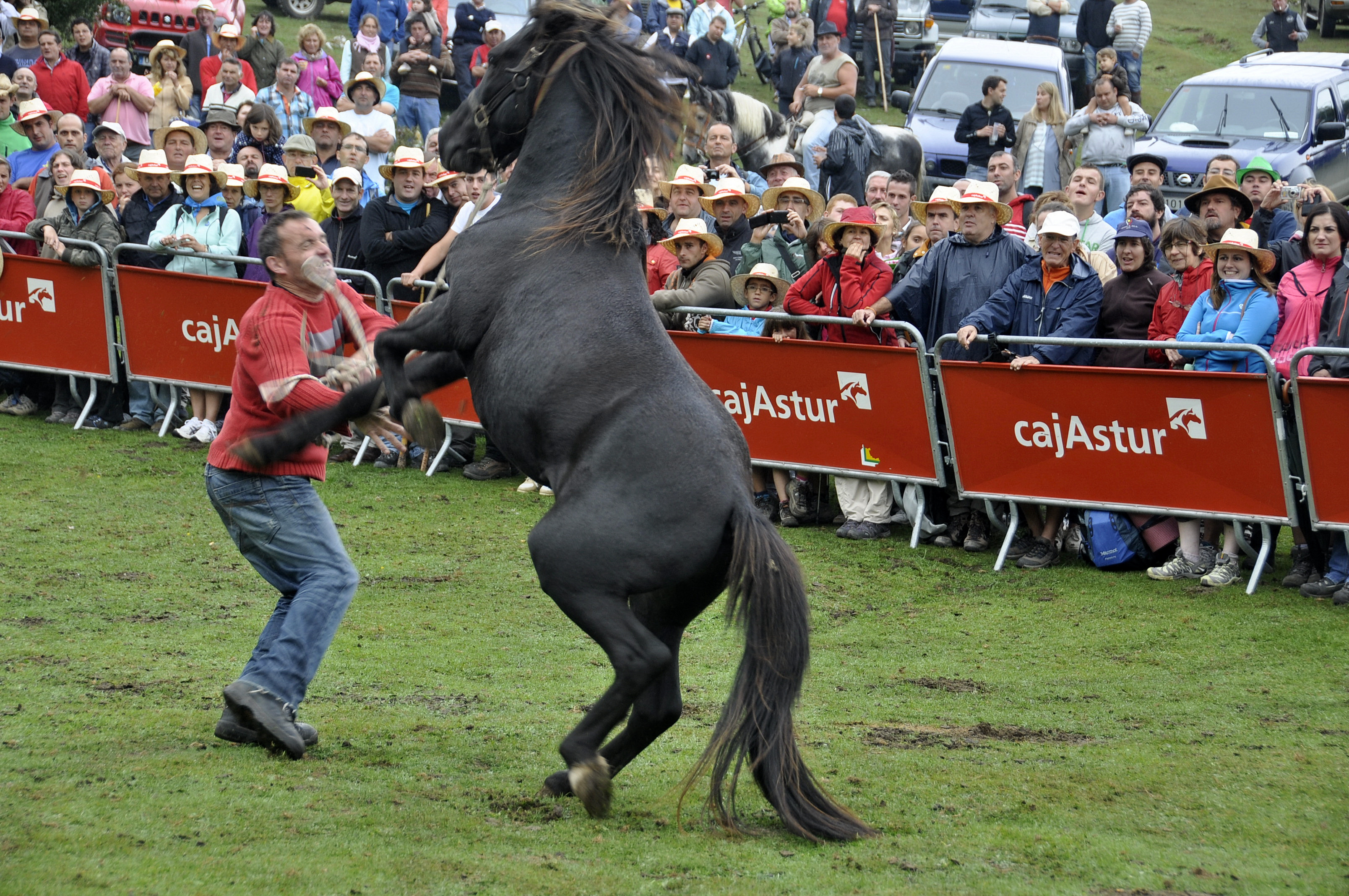
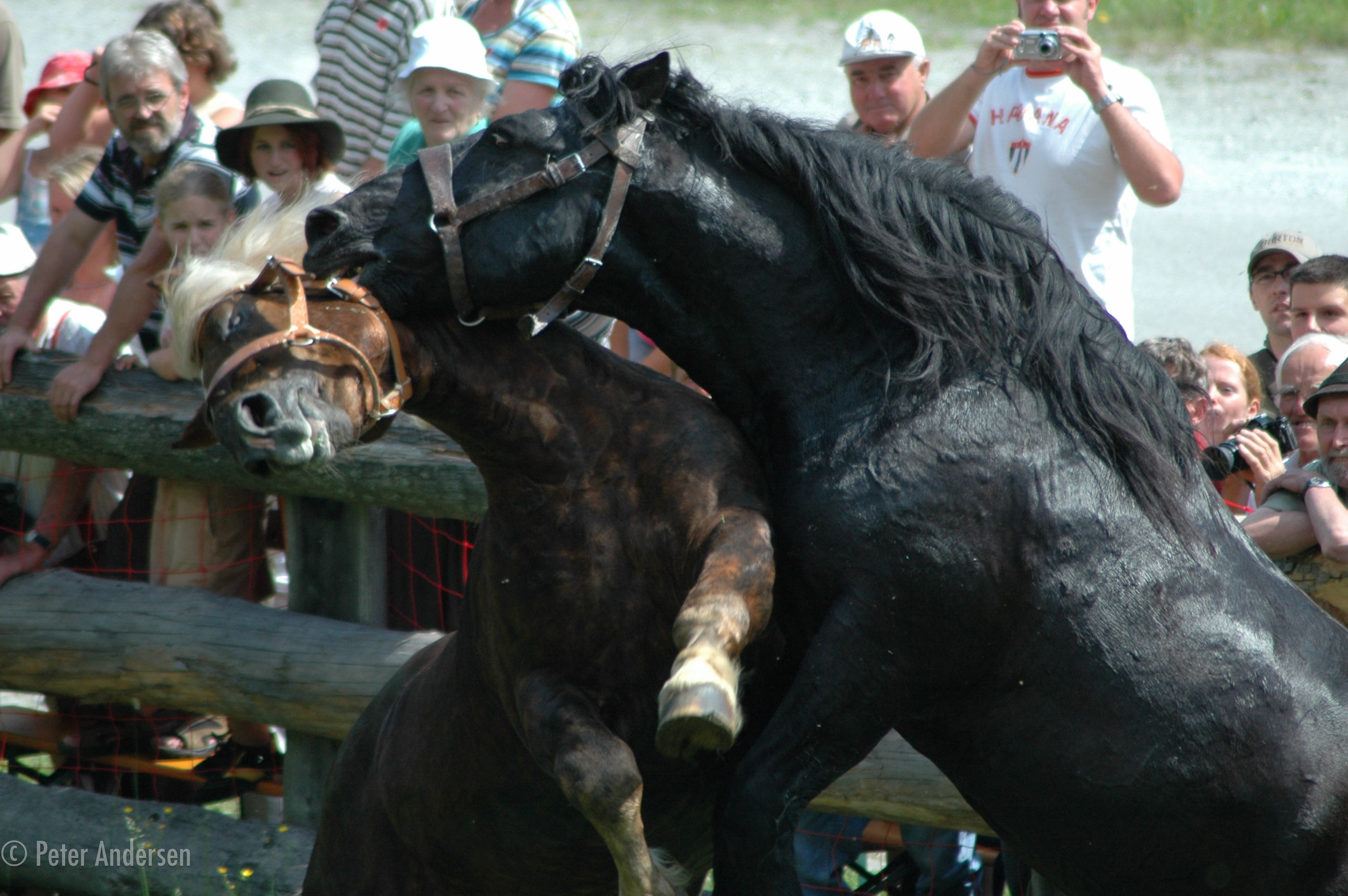
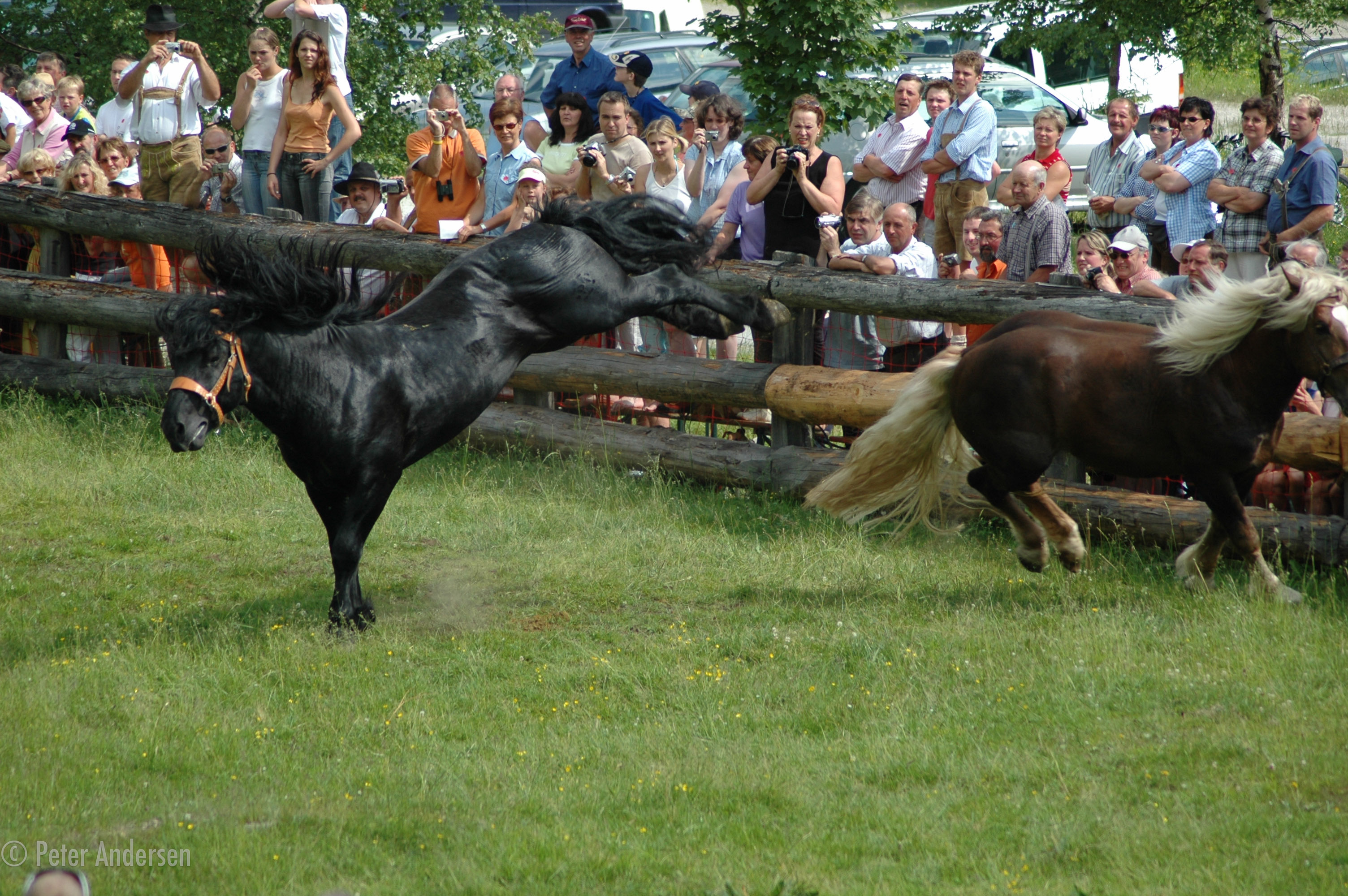
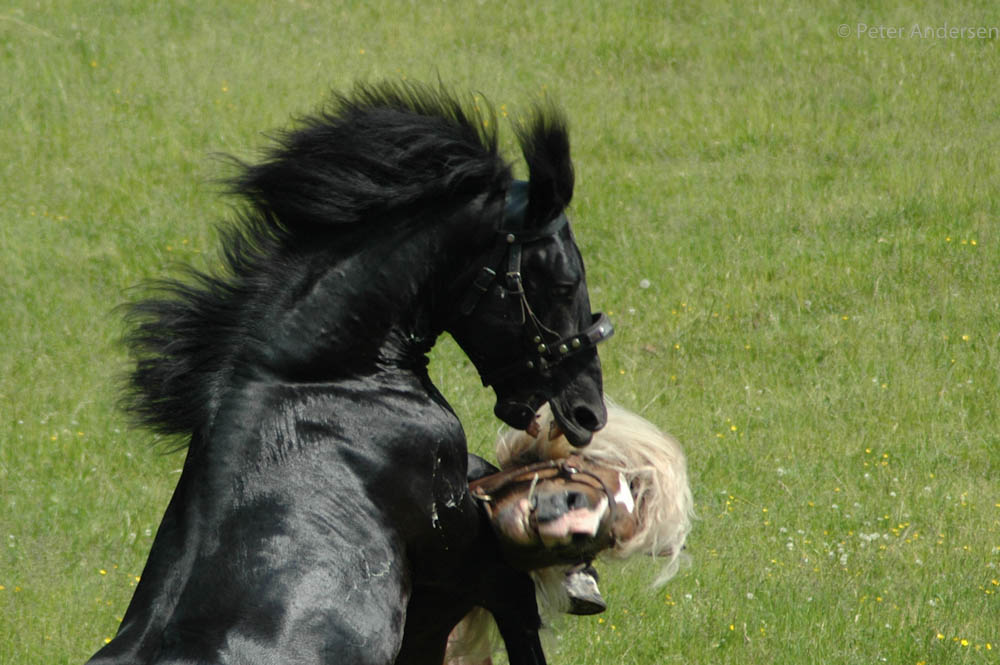
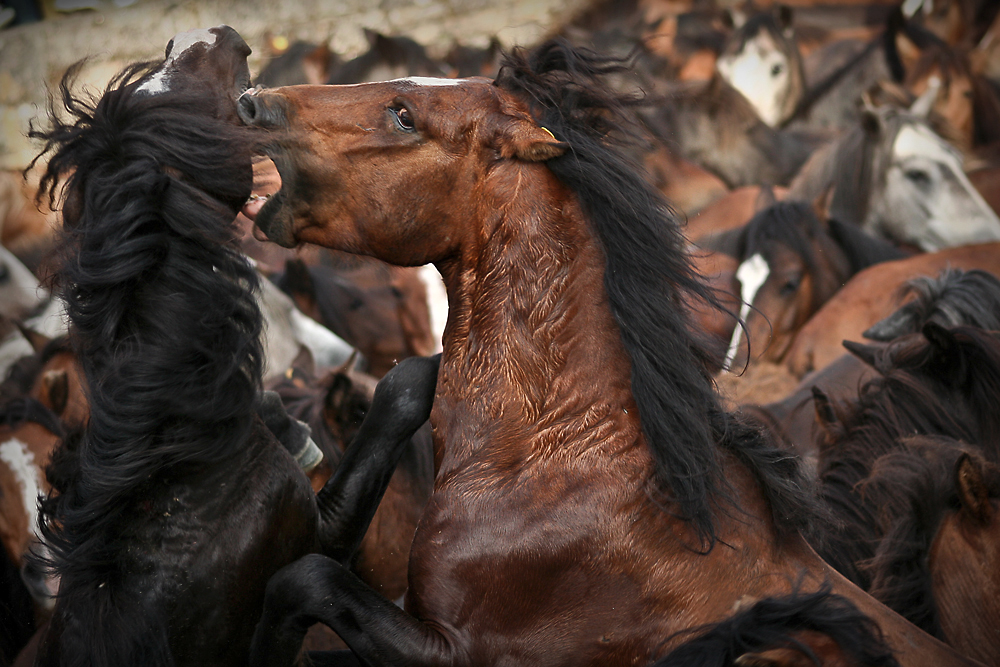
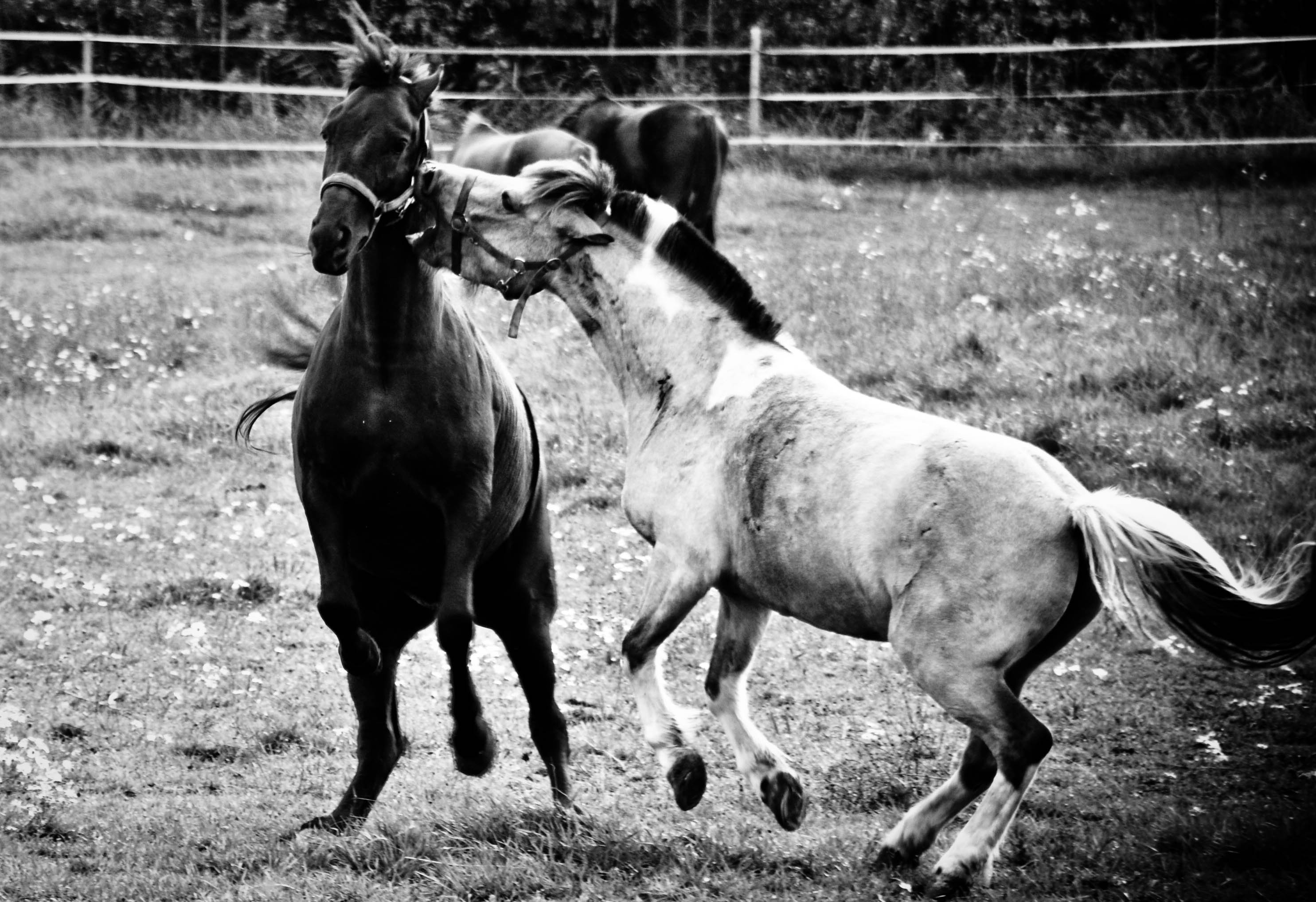